# Tarachephia hueberi
Tarachephia hueberi är en fjärilsart som beskrevs av Nicolas Grigorevich Erschoff 1874. Tarachephia hueberi ingår i släktet Tarachephia och familjen nattflyn. Inga underarter finns listade i Catalogue of Life.